# Александър Мотильов
Александър Анатолиевич Мотильов (на руски: Александр Анатольевич Мотылёв) е руски шахматист, международен гросмайстор.

## Биография
Мотильов се научава да играе шахмат на 4,5-годишна възраст. Става победител в руските първенства за юноши до 16 и до 18 години. През 2001 година постига най-забележителния успех в кариерата си до този момент, ставайки шампион на Русия.
През 2002 година участва в мача „Русия срещу останалия свят“, известен още като „Мач на новия век“. Мотильов изиграва шест партии, записвайки 2 ремита и 4 загуби. Завършва наравно с гросмайсторите Руслан Пономарьов и Василий Иванчук от отбора на света.
През 2004 година участва в надпреварата за световната титла на ФИДЕ, проведена в либийския град Триполи. Отпада в първия кръг след загуба с 0,5:1,5 от мароканския гросмайстор Хачим Хамдоучи. Същата година през август участва в приятелския мач Русия-Китай, където завършва на четвърто място сред най-добре представилите се руски състезатели и на седмо място в общото класиране.
През 2006 и 2008 година е отборен шампион на Русия със състава на „Урал“ от Екатеринбург, Свердловска област. През 2005 година е сребърен медалист от същото първенство с отбора „МаксВен“ (Екатеринбург).
В зависимост от партията, Мотильов играе в комбинационен или позиционен стил, предпочитайки първия от двата.

## Турнирни резултати
- 2002 – Майнц (2 – 3 м. с Даниел Фридман в открития турнир по шах960 на фествала „Чес Класик“)[8]
- 2003 – Бастия (1 м. в открития турнир на „Корсика Опен“ с резултат 7,5 точки от 9 възможни)[9]
- 2005 – Тайюан (2 м. на „Санжин Хотел Къп“ с резултат 7,5 точки от 11 възможни)[10]
- 2006 – Вайк ан Зее (1 – 2 м. в „Б“ секцията на турнира „Корус“ с Магнус Карлсен и резултат 9 точки от 13 възможни)[11]
- 2008 – Москва (2 м. на „Аерофлот Оупън“ с резултат 6,5 точки от 9 възможни; същия точков актив има завършилия на трета позиция Алексей Дреев)[12]
- 2009 – Пойковски (1 м. на 10-ия международен турнир „Анатоли Карпов“ с резултат 7 точки от 9 възможни)[13]